# Jean-Pierre Goyer
Pour les articles homonymes, voir Goyer.
Jean-Pierre Goyer (Saint-Laurent, 17 janvier 1932 – Montréal, 24 mai 2011) est un avocat et un homme politique canadien.

## Biographie
En 1958, il fut l'un des trois étudiants mandatés par leurs pairs de l'Université de Montréal pour aller solliciter une entrevue avec Maurice Duplessis afin de plaider pour la démocratisation des universités québécoises. Cette entrevue ne leur fut jamais accordée.
Élu à la Chambre des communes du Canada en 1965 en tant que représentant libéral de Dollard au Québec, il fut réélu en 1968 et en 1970 puis nommé Solliciteur général du Canada par le premier ministre Pierre Elliott Trudeau. À ce titre, il guida la Gendarmerie royale du Canada après la crise d'Octobre.
Sous son mandat, la GRC dut affronter les groupes militants au sein de l'organisation séparatiste, mais la commission MacDonald critiqua plusieurs des tactiques employées, ce qui mena à la création du Service canadien du renseignement de sécurité dans les années 1980, lorsque les services de renseignement cessèrent de tomber sous l'autorité de la police fédérale. 
Après l'élection de 1972, il reçut le portefeuille ministériel de ministre des Approvisionnements et Services.
Goyer quitta le cabinet en novembre de 1978 lors d'un remaniement ministériel pré-électoral, et ne fut pas candidat à l'élection de 1979. Il a été très impliqué dans les institutions culturelles montréalaises entre autres l'Orchestre symphonique de Montréal et l'Orchestre Métropolitain.
Jean-Pierre Goyer est également honoré par le Mécénat Musica Prix Goyer pour artiste émergent collaboratif.